# ギスパクローツ
ギスパクローツ Gispaxlo'otsは、カナダ、ブリティッシュコロンビア州のツィムシアン・ネイションの14部族のうちのひとつであり、またまた、もともとはスキーナ川下流域におり、現在はラッカラームス（別名、ポートシンプソン）に居住して「ツィムシアン9部族連合」を形成している9部族のひとつでもある。ギスパクローツの名は、文字通りに取れば"エルダーベリーの地の人びと"という意味である。彼らの伝統的なテリトリーには、テラスとプリンスルパートのあいだのスキーナ川沿いの地域が含まれる。ハドソン湾会社がラッカラームスにフォートを建設した1834年以降、彼らはそこに拠点を移している。伝統的には、偉大な指導者であったチーフLigeexの功績と富により、ギスパクローツ部族は、ツィムシアン族の諸部族のなかで最も勢力が強かった。ラッカラームスもまたギスパクローツ部族のテリトリーの一部である。
王族のイエであり、ラクスギーク（ワシ・クラン）に属するLigeexのイエに加えて、ギスパクローツ部族の他のイエ集団としては、以下のイエがある：
- House of Spooxs -- ラクスギーク （ワシ・クラン） （このイエには、今日では、キッツムケイラム部族のコミュニティと宴席関係をもつメンバーがいる。）
- House of Suhalaayt -- ギスプドワダ （オルカ・クラン） (このイエに属していたトーテムポールが、1930年代まではラッカラームスに建っていた)
- House of T'amks -- ギスプドワダ （1916年のその死まで、アーサー・ウェリントン・クラーがそのチーフであった）
- House of 'Wiigyet -- Gispwudada （オルカ・クラン）

ウィリアム・ベイノンの1935年の記録によれば、ラッカラームスにいるギスパクローツの人びとには、18人のギスプドワダ（オルカ・クラン、2つのイエ集団）、24人のガナーダ（ワタリガラス・クラン、1つのイエ集団）、63人のラクスギーク（ワシ・クラン、6つのイエ集団）がいた。

## ギスパクローツ部族 Gispaxlo'ots出身の著名人
- ヘンリー・W・テイト, 口承史家
- Paul Legaic, 世襲のチーフにして交易商人
- Rev. en:William Henry Pierce, 宣教師で、回想録を残す
- en:Arthur Wellington Clah, 世襲のチーフ、日記を残す

## 書誌
- Barbeau, Marius (1950) Totem Poles.  2 vols.  (Anthropology Series 30, National Museum of Canada Bulletin 119.)  Ottawa: National Museum of Canada.
- Garfield, Viola E. (1939) "Tsimshian Clan and Society."  University of Washington Publications in Anthropology, vol. 7, no. 3, pp. 167-340.
- McDonald, James A. (2003) People of the Robin: The Tsimshian of Kitsumkalum.  CCI Press.